# Holopogon turkmenicus
Holopogon turkmenicus là một loài ruồi trong họ Asilidae. Holopogon turkmenicus được Lehr miêu tả năm 1972. Loài này phân bố ở vùng Cổ Bắc giới.